# Gliese 687 b
Gliese 687 b – planeta pozasłoneczna krążąca wokół gwiazdy Gliese 687, jednej z gwiazd najbliższych Ziemi.
Istnienie tej planety stwierdzono za pomocą metody dopplerowskiej, dzięki analizie zmian prędkości radialnej gwiazdy. Planeta ma masę podobną do Neptuna w Układzie Słonecznym. Krąży ona wokół słabo świecącego czerwonego karła, z okresem obiegu 38 dni. Temperatura równowagowa powierzchni planety, bez uwzględnienia wpływu atmosfery, to ok. 260 K. Prawdopodobieństwo, że ta planeta przechodzi przed tarczą gwiazdy jest bardzo niewielkie i dotąd nie zaobserwowano takiego zjawiska.